# Пауль Гіслер
Пауль Гіслер (нім. Paul Giesler; 15 червня 1895, Зіген — 8 травня 1945, Бішофсвізен) — нацистський політик, в 1941/43 роках гауляйтер Південної Вестфалії, паралельно з 1942 року також гауляйтер Мюнхена і Верхньої Баварії, в 1942/45 роках прем'єр-міністр Баварії, в травні 1945 року — передостанній міністр внутрішніх справ Третього рейху, призначений замість Генріха Гіммлера (до виконання обов'язків не приступив).

## Біографія
За освітою і професією — архітектор, як його батько і молодший брат Герман. У 1914 році вирушив добровольцем на фронт, війну закінчив у званні лейтенанта. З 1922 року по 1933 рік працював самостійним архітектором.
У 1919 році вступив в організацію «Сталевий шолом», в якій перебував до 1927 року. З 1920 року також член Младогерманського ордена. У цей час він був членом Національної німецької народної партії. У більш пізніх біографіях Гіслер стверджував, нібито вступив у СА вже в 1922 році і активно брав участь в створенні нацистської партії, однак фактично став членом НСДАП лише в 1928 році (партійний квиток № 72741).
У партії Гіслер належав до найбільш агресивних членів, прихильників активних дій, вимагав «очистити наш будинок від бур'янів», організовував напади на антинацистські угруповання. При цьому, попри антиклерикальні настрої нацистської верхівки, Гіслер відкрито висловлював свою прихильність протестантизму.
З 1933 року входить у вище керівництво СА. У квітні 1934 року йому надано звання бригадефюрера СА. Під час «Ночі довгих ножів» Гіслер був у відпустці, завдяки чому вцілів, проте пізніше гауляйтер Південної Вестфалії Йозеф Вагнер притягнув Гіслера до суду як передбачуваного спільника Ернста Рема. У квітні 1935 року партійний суд виправдав Гіслера, проте заборонив йому з'являтися в рідному окрузі Зіген і підтримувати зв'язки з рядом колишніх соратників по СА.
З травня 1935 року очолив 63-тю бригаду СА, з вересня 1936 року — начальник штабу групи СА «Гохланд» в Мюнхені. 9 листопада 1937 року йому надано звання группенфюрера СА. Після приєднання Австрії з 1 червня 1938 по 6 вересня 1941 Гіслер очолював групу СА «Альпенланд» (Лінц).
З 1938 року — офіцер резерву вермахту. На посаді командира роти брав участь в Польській і Французькій кампаніях, отримав поранення.
Бувши фаворитом Мартіна Бормана, в листопаді 1941 року став гауляйтером Південної Вестфалії, змінивши свого давнього супротивника Йозефа Вагнера. З 9 листопада 1941 по 18 червня 1943 прусський державний радник. З 23 червня 1942 заміщав хворого гауляйтера Мюнхена і Верхньої Баварії Адольфа Вагнера (в 1944 зайняв пост), продовжуючи також протягом року залишатися гауляйтером Південної Вестфалії.
13 січня 1943 року Гіслер виголосив промову в Мюнхенському університеті, де обрушився з лайкою на студенток, зажадавши від них припинити навчання і «подарувати фюреру дитину». Студенти виступили з протестами. Після розкриття антинацистському студентської організації «Біла троянда» за наполяганням Гіслера була проведена публічна страта її членів.
30 січня 1943 року Гіслер надано звання обергруппенфюрера СА. З 25 вересня 1944 року також ще очолив фольксштурм в своєму гау.
За допомогою СС Гіслер придушив 28-29 квітня 1945 року «Акцію свободи Баварії» в Мюнхені, учасники якої виступали за здачу Баварії американським військам без бою. За наказом Гіслера було страчено близько 100 учасників.
Згідно політичного заповіту Гітлера, Гіслер був призначений міністром внутрішніх справ замість зміщеного Гіммлера, проте до обов'язків не приступив. 29 квітня 1945 року Гіслер з дружиною і тещею втік з Мюнхена від наступаючих американців. 1 травня Гіслер спробували покінчити життя самогубством за допомогою снодійного, ця спроба не вдалася. На наступний день Гіслер застрелив дружину в лісі біля озера Гінтерзе і вистрілив собі в голову. Гіслер помер у військовому шпиталі в Бішофсвізені через кілька днів. Міністром внутрішніх справ в уряді Деніца був призначений Вільгельм Штуккарт.

## Нагороди
- Залізний хрест 2-го і 1-го класу
- Нагрудний знак «За поранення» в сріблі
- Золотий партійний знак НСДАП
- Почесний кут старих бійців
- Почесний кинджал СА (1934)
- Почесний хрест ветерана війни з мечами
- Почесна пов'язка СА
- Медаль «За вислугу років у НСДАП» в бронзі та сріблі (15 років)
- Застібка до Залізного хреста 2-го класу
- Хрест Воєнних заслуг 2-го і 1-го класу